# پیتاهای آب‌دوست

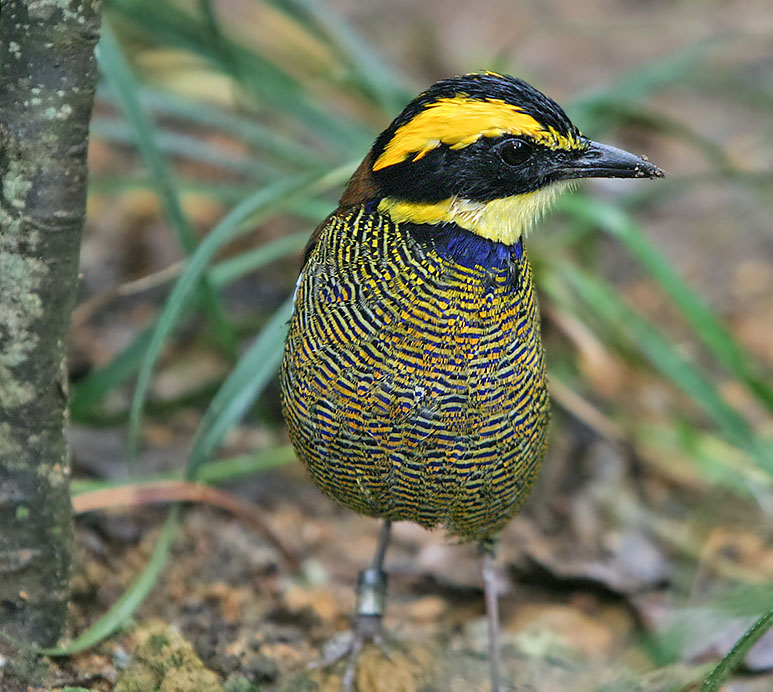
پیتاهای آب‌دوست یا پیتاهای قهوه‌ای

پیتاهای آب‌دوست یا پیتاهای قهوه‌ای (نام علمی: Hydrornis) یک سرده از پیتاهای خانواده پیتایان است. این سرده شامل سیزده گونه است که در جنوب شرق آسیا یافت می‌شوند. این سرده قبلاً با سردهٔ پیتاهای سبز (Pitta) ادغام شده بود، اما مطالعه‌ای در سال ۲۰۰۶ این خانواده را به سه سرده تقسیم کرد.